# Biały Kościół (gromada w powiecie strzelińskim)
Biały Kościół (do 31 XII 1959 Gębice) – dawna gromada, czyli najmniejsza jednostka podziału terytorialnego Polskiej Rzeczypospolitej Ludowej w latach 1954–1972.
Gromady, z gromadzkimi radami narodowymi (GRN) jako organami władzy najniższego stopnia na wsi, funkcjonowały od reformy reorganizującej administrację wiejską przeprowadzonej jesienią 1954 do momentu ich zniesienia z dniem 1 stycznia 1973, tym samym wypierając organizację gminną w latach 1954–1972.
Gromadę Biały Kościół z siedzibą GRN w Białym Kościele utworzono 1 stycznia 1960 w powiecie strzelińskim w woj. wrocławskim w związku z przeniesieniem siedziby GRN gromady Gębice (zwiększonej tego samego dnia o wsie  Dankowice, Wąwolnica, Lipowa, Komorowice, Nieszkowice, Dobroszów i Romanów) z Gębic do Białego Kościoła i zmianą nazwy jednostki na gromada Biały Kościół. Dla gromady ustalono 27 członków gromadzkiej rady narodowej.
Gromada przetrwała do końca 1972 roku, czyli do kolejnej reformy gminnej.